# 河江神社
河江神社（ごうのえじんじゃ）は、熊本県宇城市小川町南新田に鎮座する神社である。住吉宮とも称する。旧社格は村社。

## 由緒
はじめ、鎌倉時代の御家人・竹崎季長が、熊本県宇城市小川町北海東平原に、福岡県博多の住吉三神を勧請し住吉大神宮を創建した。後、小川町南小川井出口に移転し、さらに後、現在の地（南新田）に移転した。加藤清正が、社田1町2反を寄進し神社の基礎を固めた。
1908年（明治41年）、近郊の天照大神、新田出神社、新田の祭神、加藤清正公等を南新田の住吉大神宮に合祀し、河江神社と改称した。

## 御祭神
- 住吉三神（上筒男命、中筒男命、底筒男命）
- 天照大神
- 健磐龍命
- 加藤清正

## 例祭日
- 7月15日
- 10月15日

## 境内社
- 天満宮 - 御祭神 菅原道真公